# Aplosonyx wudangensis
Aplosonyx wudangensis (лат.) — вид жуков-листоедов рода Aplosonyx из подсемейства козявки (Galerucinae, Chrysomelidae). Распространен в Юго-Восточной Азии (Китай, Хубэй). Этот новый вид был назван в честь типового местонахождения (Wudang; Хубэй). Жуки мелкого размера (длина тела около 5 мм). Голова, усики, переднеспинка, надкрылья и ноги жёлтые, верекс, щитик и вентральная поверхность тела чёрные, вершинный вентрит брюшка жёлтый, переднеспинка с чёрным пятном посередине, чёрные пятна с обеих сторон маленькие и почти незаметные. Каждое надкрылье с пятью чёрными пятнами, середина и вершина с одной парой пятен и основание с одним пятном. Этот вид отличается от сходного A. yunlongensis по пятнам на надкрыльях, но на переднеспинке A. yunlongensis есть три явных чёрных пятна. Новый вид отличается тем, что чёрные пятна на обеих сторонах переднеспинки маленькие и почти незаметны. Новый вид также близко похож на A. tianpingshanensis в строении эдеагуса, где вершина широкая и плоская у A. tianpingshanensis, а у нового вида круглая и слегка заострённая. Промежутки между точками на надкрыльях нового вида более узкие, чем на надкрыльях A. yunlongensis и A. tianpingshanensis. Голова маленькая, лобные бугорки отчётливые, усики тонкие, доходят до середины каждого надкрылья, в целом три базальных антенномера блестящие, антенномер 2 самый короткий, антенномер 3 длиннее антенномера 2, антенномер 4 самый длинный и длиннее антенномеров 2 и 3 вместе взятых.